# عصر نابليوني

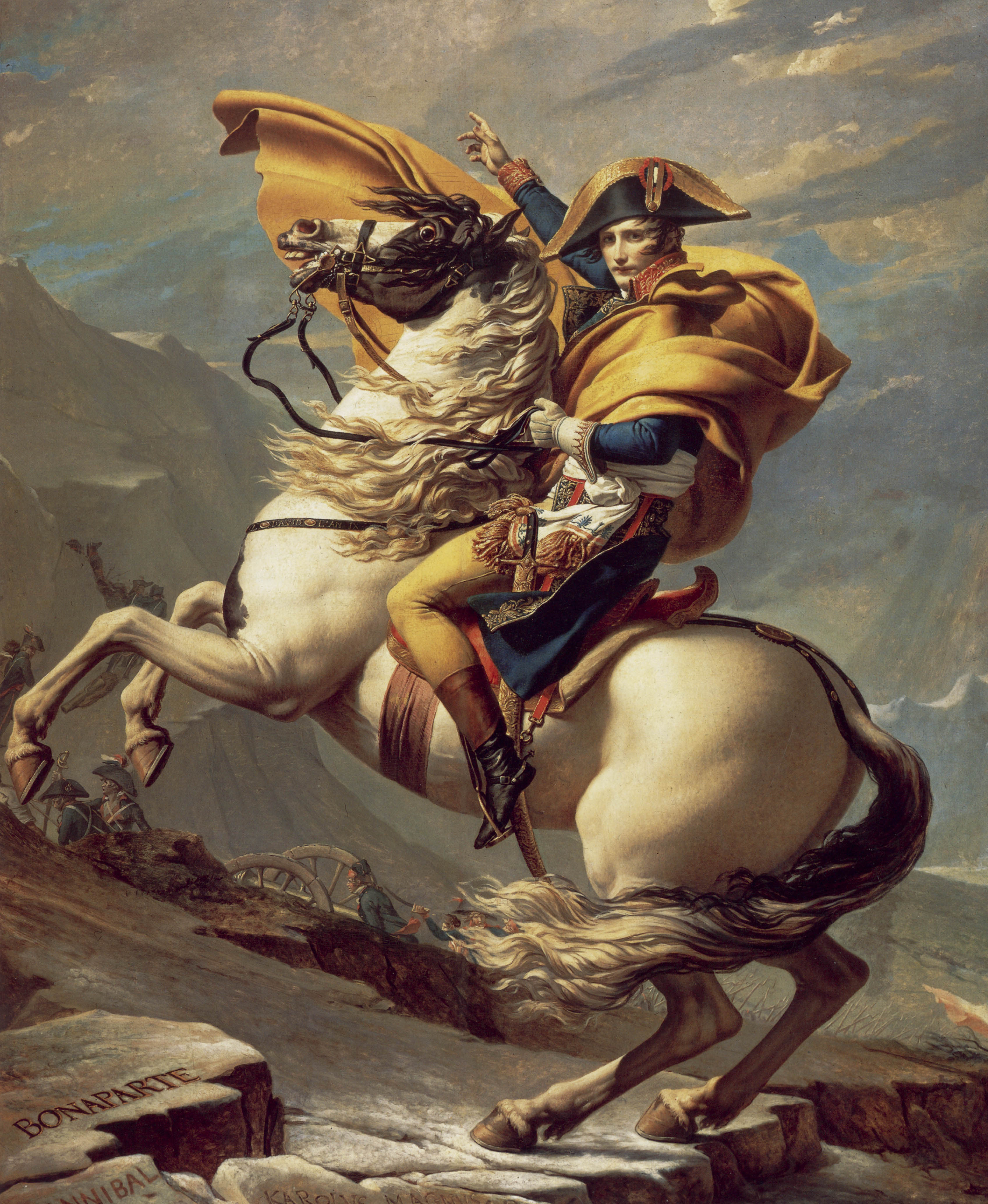
لوحة نابوليون

العهد النابليوني هي فترة من تاريخ فرنسا وأوروبا. تصنف عادة على أنها تشمل المرحلة الرابعة والأخيرة من الثورة الفرنسية، كانت الأولى في الجمعية الوطنية، والثانية في الجمعية التشريعية، والثالثة هي مجلس الإدارة. يبدأ عهد النابليوني تقريبًا مع انقلاب نابليون بونابرت وإسقاط مجلس الإدارة وإقامة القنصلية الفرنسية وينتهي بنهاية المائة يوم وهزيمته في واترلو (9 نوفمبر 1799 - 28 يونيو 1815). أعاد مؤتمر فيينا أوروبا لما قبل أيام الثورة الفرنسية.